# Ruppia maritima
Ruppia maritima es una especie de planta acuática perteneciente a la familia Ruppiaceae. A pesar de su nombre en latín, no es una planta marina; está quizás mejor descrita como  de agua dulce tolerante a la sal.

## Distribución
Se puede encontrar en todo el mundo, con más frecuencia en las zonas costeras, donde crece en el agua salobre, tales como pantanos. Es una planta dominante en las costas de  muchas regiones. No crece bien en el agua turbia o sustratos con bajo oxígeno.

## Descripción
Ruppia maritima es un hilo delgado, en forma de pasto anual o perenne de hierba que crece de un rizoma superficialmente anclado en el sustrato húmedo. Produce una larga y estrecha inflorescencia, recta o ligeramente con la punta enrollada  con dos flores diminutas. La planta a menudo se auto-poliniza, pero también liberan el polen que llega a otras plantas, ya que se aleja flotando en las burbujas.
Los frutos son drupas . Son dispersos por el agua y por los peces y las aves acuáticas que se las comen. Asimismo, la planta se reproduce vegetativamente por brotes de su rizoma para formar colonias.

## Los humedales y la fauna
Esta planta es una parte importante de la dieta de muchas especies de aves acuáticas . En muchas áreas, la restauración de los humedales se inicia con la recuperación y protección de esta planta.

## Taxonomía
Ruppia maritima fue descrita por Carlos Linneo y publicado en Species Plantarum 1: 127–128, en el año 1753.
Sinonimia
- Buccaferrea maritima (L.) Lunell
- Ruppia andina Phil.
- Ruppia brachypus J.Gay
- Ruppia brevipes Bertol. ex Griseb.
- Ruppia cirrhosa subsp. longipes (Hagstr.) Á.Löve
- Ruppia curvicarpa A.Nelson
- Ruppia intermedia C.G.H.Thed.
- Ruppia marina Fr.
- Ruppia obliqua Griseb. & Schenk
- Ruppia pectinata Rydb.
- Ruppia rostellata W.D.J.Koch ex Rchb.
- Ruppia rostellata var. aragonensis (Loscos) Nyman
- Ruppia rostellata subsp. aragonensis (Loscos) K.Richt.
- Ruppia rostellata var. brachypus (J.Gay) T.Marsson
- Ruppia rostellata var. brachypus Gay
- Ruppia salina Schur
- Ruppia spiralis subsp. longipes (Hagstr.) Á.Löve & D.Löve
- Ruppia spiralis subsp. transsilvanica (Schur) Nyman
- Ruppia subsessilis Thwaites
- Ruppia taquetii H.Lév.
- Ruppia transsilvanica Schur
- Ruppia trichodes Durand
- Ruppia zosteroides Lojac.
- Zannichellia pedunculata Fuss[6]